# Volando bajo (película de 2014)
Volando bajo es una película mexicana de 2014 dirigida por Beto Gómez.

## Sinopsis
Chuyín Venegas y Cornelio Barraza fueron las mayores estrellas de la industria de la música y el cine durante los años ochenta. Como Los Jilgueros del Rosarito, no tenían rival, pero después de diez años de fama y éxito, decidieron separarse. Años después, Chuyín vive encerrado en una Mansión en París y está a punto de lanzar un nuevo CD y emprender una gira internacional. Sin embargo, los fantasmas de su pasado y la soledad de su futuro, hacen que Chuyín cambie de planes y decide volver al pueblo donde Cornelio y él vivieron cuando eran niños, para embarcarse en la última aventura musical de Los Jilgueros del Rosarito. 

## Reparto
- Gerardo Taracena como Chuyin Venegas
- Sandra Echeverría como Sara Medrano
- Ana Brenda Contreras como Mariana Arredondo
- Ludwika Paleta como Toribia Venegas
- Randy Vasquez como Lorenzo Scarfioti
- María Elisa Camargo como Natalie Johnson
- Livia Brito como Ana Bertha Miranda
- Rodrigo Oviedo como Cornelio Barraza
- Rafael Inclán como Lucho Venegas
- Roberto Palazuelos como Pascual Reyes
- Isabella Camil como Ingrid Larsson
- Altair Jarabo como Abigail Restrepo-Mares
- Ingrid Martz como Eva Inés Casanova
- Chabelo como Bruno Sánchez Félix
- Dan Rovzar como Gaston Silvestre
- Malillany Marín como Estrellita Martinez
- Nora Parra como Sor Maria
- Johanna Murillo como Debbie Parker
- Amanda Rosa como Wanda Dos Santos
- Roberto Espejo como Lissandro Beltrani
- Wendy Braga como Yolanda del Mar
- Felipe Garcia Naranjo como Tony Robles
- Lorenza Aldrete como Muñeca Pérez
- Jacinto Marina como Fefugio Miranda